# Distrito de Calca
El distrito de Calca es uno de los ocho que conforman la provincia de Calca, ubicada en el departamento del Cuzco, en el Sur del Perú.
La provincia de Calca desde el punto de vista de la jerarquía eclesiástica está comprendida en la arquidiócesis del Cusco.

## Historia
Oficialmente, el distrito de Calca fue creado el 21 de junio de 1825 mediante Decreto del Libertador Simón Bolívar.

## Geografía
La capital es el poblado de Calca, situado a 2 925 m s. n. m.

## Sitios Turísticos
- Baños termales de Machacancha
- Zona arqueológica de Calispuqjio
- Zona arqueológica de Urco
- Montaña del Calvario
- Montaña del Pitusiray
- Sitio arqueológico de Huchuy Qosqo
- la festividad de la Mamacha Asunta
- La Semana Santa (Viernes Santo)

## Autoridades

### Municipales
- 2011-2014[2]
  - Alcalde: Alcalde: Ciriaco Condori Cruz, del Movimiento Regional Pan.
  - Regidores: Percy Alfaro Valencia (Pan), Bernardino Carrillo Ramírez (Pan), Daniel Montalvo Mormontoy (Pan), Yeny Marieta Morales Viacava (Pan), Saturnino Cartagena Huaillani (Pan), Luis Aucca Navarro (Pan), Juan Arturo Barrios Ferro (Gran Alianza Nacionalista), Irene Palacios Romero (Gran Alianza Nacionalista), Judith Sequeiros Soria (Perú Posible).

### Religiosas
- Decano:  Pbro. Américo Manuel Marcilla Patiño.

### Policiales
- Comisario:

## Festividades
- Semana Santa.
- Santísima Cruz.
- Virgen Asunta.

## Deportes

### Fútbol
| Clubes de fútbol | Clubes de fútbol | Clubes de fútbol | Clubes de fútbol | Clubes de fútbol |
| ---------------- | ---------------- | ---------------- | ---------------- | ---------------- |

| Nombre                   | Fundación | Estadio                 | Liga            |           |
| ------------------------ | --------- | ----------------------- | --------------- | --------- |
| Humberto Luna            | Calca     | 00 de diciembre de 1927 | Tomás E. Payne  | Copa Perú |
| Atlético Juventud Inclán | Calca     | 03 de octubre de 1979   | Thomas E. Payne | Copa Perú |
| Agropecuario             | Calca     | 10 de octubre de 1958   | Thomas E.Payne  | Copa Perú |